# 운상적유혹
《운상적유혹》(云上的诱惑)은 2013년 방송되었던 중국의 드라마이다.

## 소개
- 중국 민간 항공기에서 일하는 사람들의 이야기

## 등장 인물
- 이태란 - 쉬린 역
- 담개 (谭凯) - 방곤 역
- 증영제 (曾泳醍) - 등비 역
- 장박 (张博) - 라광 역
- 은협자 (殷叶子) - 아이산산 역
- 풍소일 (冯邵一) - 소석두 역